# Sie sind ein schöner Mann
Sie sind ein schöner Mann ist eine französische Filmkomödie aus dem Jahr 2005 mit Michel Blanc in der Hauptrolle. In Frankreich erreichte die Komödie rund dreieinhalb Millionen Kinozuschauer.

## Handlung
Nach dem Unfalltod seiner Frau vermisst der Bauer Aymé Pigrenet nicht so sehr die Zuneigung als vielmehr eine Arbeitskraft. Durch Anbau und Viehhaltung vollkommen beansprucht, ist er außerstande, auch den Haushalt zu führen, die schmutzige Wäsche und das dreckige Geschirr anzupacken. Von den Frauen vor Ort entspricht keine seinen Vorstellungen. Bereits zehn Tage nach dem Tod seiner Frau wendet er sich an ein Ehevermittlungsinstitut, dessen Geschäftsführerin ihn nach Rumänien mitnimmt, damit er dort unter den ausreisewilligen Kandidatinnen eine geeignete auswählt.
Die meisten der jungen Damen, auf die er dort trifft, wollen jedoch Sängerin und nicht Bäuerin werden und beenden ihr Vorstellungsgespräch jedes Mal mit dem auswendig gelernten Satz „Sie sind ein schöner Mann“. Nur Elena, die ins Ausland will, um das nötige Geld für die Eröffnung einer Tanzschule und ihre kleine Tochter zu verdienen, bekommt früh genug mit, worauf der Bauer aus ist, und verhält sich so, dass sie mit ihm nach Frankreich reisen darf. Gegenüber seinen Bekannten und Freunden gibt Aymé Elena als „die Tochter des Bruders des Patenkindes meiner Frau“ aus, die auf seinem Bauernhof ein Praktikum machen möchte. Das Zusammenleben erweist sich als nicht einfach. Zwischen der jungen und lebenslustigen Elena und dem älteren, mürrischen Bauern kracht es bald. Während Elena unter der Sehnsucht nach ihrem Kind und ihrer Familie leidet, fühlt sich Aymé neben seiner neuen Mitbewohnerin minderwertig. Schließlich täuscht er vor, sie habe bei einer Pferdewette 16.500 Euro gewonnen, die aber aus seinen Ersparnissen stammen. Elena fliegt in ihre Heimat zurück. Beim Einziehen in eine neue Wohnung bemerkt sie anhand einer mitgebrachten, als Wickelpapier dienenden französischen Zeitung, dass ihr Tipp gar nicht richtig war. Samt Tochter reist sie zurück zu Aymé, der die beiden mit offenen Armen aufnimmt.

## Kritik
Zunächst eine Mischung aus Situationskomödie, Entwicklungsroman und Groteske, mündet der Film in der zweiten Hälfte allmählich in eine romantische Komödie. Hinsichtlich der porträtierten ländlichen Bevölkerung meinten die Kritiker, der Film meide eine idyllische Darstellung ihrer Lebensweise, zeichne sie als schrullig, mache sie aber nicht lächerlich, oder schildere das rurale Milieu auf charmante Weise. epd Film urteilte: „Ost-West-Klischees werden eher liebevoll, spielerisch in Szene gesetzt und tragen viel zum Charme des Films bei.“ Die Komödie verleumde keine Nation, keinen Beruf und kein Geschlecht, stellte Die Welt einleitend klar. Die Regisseurin und Drehbuchautorin Isabelle Mergault täusche trotz Komik „nicht über die bittere Realität hinweg“, fand die Frankfurter Rundschau. Sie spiele den Aspekt, dass der Bauer die Not in Rumänien ausnutzt, zwar herunter, verberge ihn aber nicht. Das märchenhafte, politisch nicht korrekte Ende kann jedoch einige Zuschauer verschrecken. Das Thema Frauenkauf werde, so der film-dienst, anstößig behandelt. „Der persifilierende, etwas despektierliche Blick auf die sich anbietenden Frauen würde nicht weiter stören, wenn der Film die arrangierte Ehe nicht gegen Ende auf völlig naive Weise als reale Option auf Glück und romantische Liebe darstellte.“
Der „bewusst auf ein breites Publikum abzielende Film“ sei über die ganze Länge unterhaltend, stellte epd Film fest. Mergault zeige ein „solides Gespür für das leicht Deftige“ und inszeniere die Situationskomik geschickt. Zu Aymés Sammeln von Belegen seiner „Deutschlandreise“ in Rumänien sagte die Frankfurter Rundschau: „Selten hat ein Film das Verschwinden nationaler Eigenheiten in den Zeiten der Globalisierung so beiläufig und doch so treffend auf den Punkt gebracht.“ Zwar sei die Handlung konventionell und vorhersehbar, doch Mergault beweise einen „außerordentlichen Blick für die kleinen, grotesken Details des Alltags.“ Doch gerade weil die Regisseurin zuvor viel Wirklichkeitsnähe demonstriert hat, wirke das märchenhafte Ende abgedroschen und nicht glaubhaft. Die taz bezeichnete die Komödie als karg inszeniert und von einem „feinsinnigen und zuweilen etwas hinterlistigen Humor“ bestimmt. Nicht gerade originell, aber altmodisch charmant fand Der Spiegel den Film. Der film-dienst meinte, das wenig originelle Schema vom Mann, der eine Frau kauft und sich danach in sie verliebt, werde mit „schrulligen“ Ideen abgewandelt. Geprägt sei die Erzählung sowohl von gelungenen komödiantischen Passagen wie von gestellten Gags. Die Welt lobte angesichts der Arrangierung von Gefühlen durch die Partnervermittlungsbranche: … „ist es ein schöner Kunstgriff, ihn im trostlosesten Bauern-Milieu anzusiedeln, wo das Wort Zweckgemeinschaft noch Hand und Fuß hat.“ Hier gelinge „eine federleichte Geschichte auf recht beschwerlichem Grund.“ Die Regisseurin hauche einer unmöglichen Liebe „die Seele eines möglichen Gelingens“ ein. Der Inszenierung zustimmend auch die Neue Zürcher Zeitung: „Mergaults grösste Stärke ist es, mit wenigen Bildern glaubhaft ganze Lebensprozesse zu erzählen.“ Die große Dosis Groteske werde durch Blancs minimalistische Spielweise aufgefangen. Der eher als intellektueller Schauspieler bekannte, hier unüblich besetzte Michel Blanc zeige subtil die emotionale Entwicklung seiner Figur. An ihm ließen sich feine Persönlichkeitsentwicklungen ablesen, die „wundersam berührend und sehr lustig“ seien.

## Auszeichnungen
Der Film war beim César 2007 mehrfach nominiert und wurde für das beste Erstlingswerk ausgezeichnet.

## Kritikenspiegel
Positiv
- Neue Zürcher Zeitung, 22. Dezember 2006, S. 47, von Daniele Muscionico: Die Liebe ist ein namenloser Hund
- taz, 12. Februar 2007, S. 15, von Nicole Hess: Sie sind ein schöner Mann
- Die Welt, 8. Februar 2007, S. 28, von Cosima Lutz: Mann, Frau, Erde, Hund

Eher positiv
- epd Film Nr. 2/2007, S. 48, von Jörg Taszman: Sie sind ein schöner Mann
- Der Spiegel, 5. Februar 2007, S. 157, nicht gezeichnete Kurzkritik: Sie sind ein schöner Mann

Gemischt
- film-dienst Nr. 3/2007, S. 33, von Esther Buss: Sie sind ein schöner Mann
- Frankfurter Rundschau, 8. Februar 2007, S. 38, von Anke Westphal: Der Bauer und das Mädchen